# Zabrđe (Petrovac na Mlavi)
Zabrđe (em cirílico:Забрђе) é uma vila da Sérvia localizada no município de Petrovac na Mlavi, pertencente ao distrito de Braničevo, na região de Mlava. A sua população era de 716 habitantes segundo o censo de 2002.

## Demografia
| 1948  | 1953  | 1961  | 1971  | 1981 | 1991 | 2002 |
| ----- | ----- | ----- | ----- | ---- | ---- | ---- |
| 1 239 | 1 173 | 1 184 | 1 047 | 984  | 926  | 716  |